# Olympische Geschichte von Barbados
| Gelbes Symbol für Goldmedaillen mit stilisierten Olympischen Ringen | Graues Symbol für Silbermedaillen mit stilisierten Olympischen Ringen | Braundes Symbol für Bronzemedaillen mit stilisierten Olympischen Ringen |
| ------------------------------------------------------------------- | --------------------------------------------------------------------- | ----------------------------------------------------------------------- |
| —                                                                   | —                                                                     | 1                                                                       |

Die Barbados Olympic Association ist das Nationale Olympische Komitee von Barbados. Es wurde 1955 gegründet und im selben Jahr vom Internationalen Olympischen Komitee anerkannt.
Bisher nahmen die Sportler der Karibikinsel an zwölf Sommerspielen teil. Das olympische Debüt fand 1968 statt. Bis auf die boykottierten Spiele von Moskau 1980 wurde zu allen weiteren Sommerspielen Sportler geschickt. An Winterspielen nahmen bislang keine Athleten des Inselstaates teil.

## Übersicht

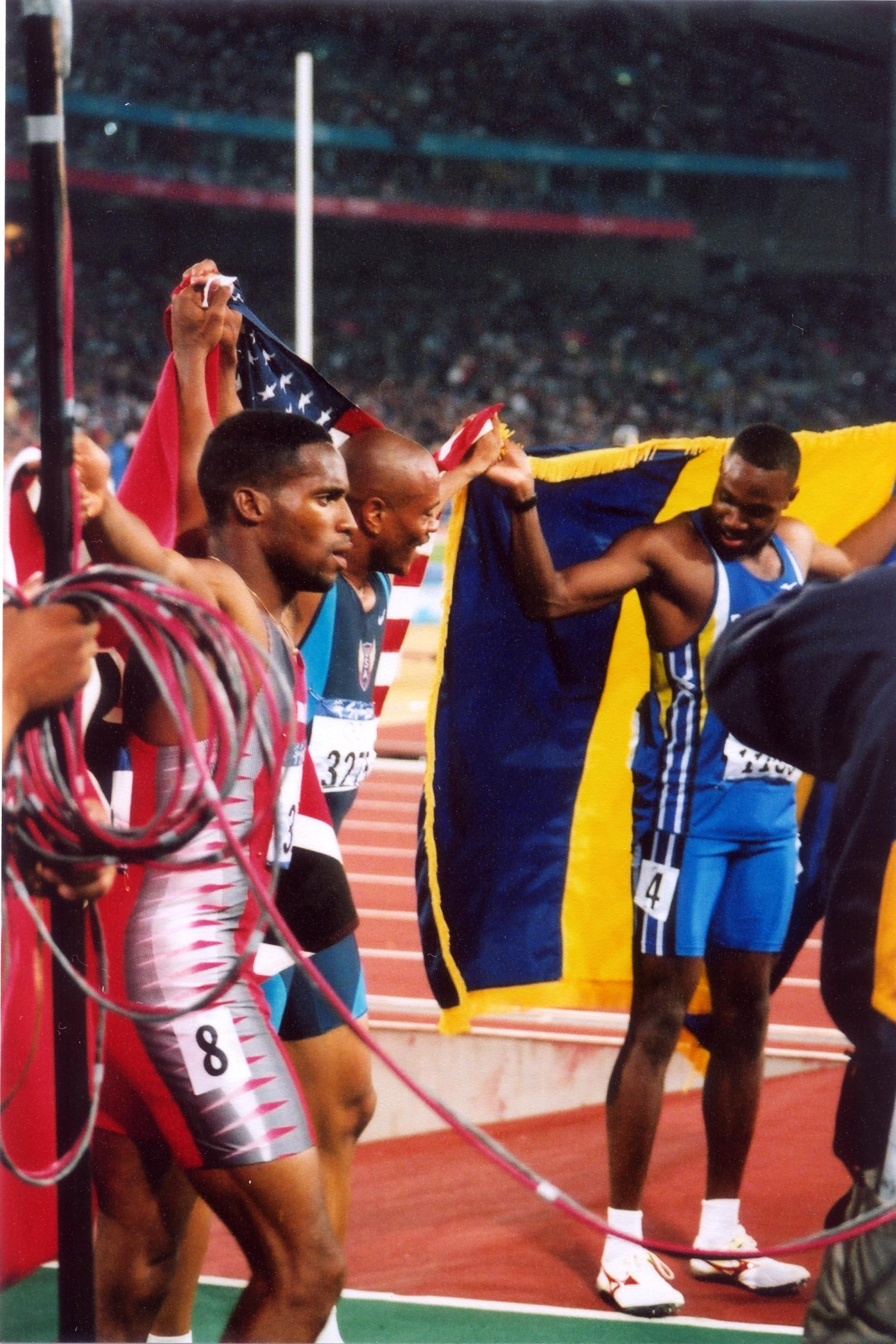
Der einzige Medaillengewinner aus Barbados: Obadele Thompson (r.) gewann 2000 Bronze über 100 Meter. Links Ato Boldon (TTO) mit Silber, in der Mitte Olympiasieger Maurice Greene (USA)

Sportler des Landes konnten 1960 in Rom als Mannschaftsmitglieder der Westindischen Föderation teilnehmen. Nach Auflösung der Föderation konnte Barbados eine eigene Mannschaft zu Olympischen Spielen schicken, jedoch wurde auf eine Teilnahme an den Spielen von Tokio 1964 verzichtet. Die erste Teilnahme fand dann 1968 in Mexiko-Stadt statt. Die neunköpfige Olympiamannschaft bestand aus Leichtathleten, Radrennfahrern, Sportschützen, Schwimmern und Gewichthebern. Der erste Olympionike des Karibikstaates war am 13. Oktober 1968 der Gewichtheber Anthony Phillips.
1972 in München nahmen erstmals barbadische Frauen an Olympischen Spielen teil. Die erste Olympionikin war am 31. August 1972 die 800-Meter-Läuferin Heather Gooding. Wie schon 1968 und 1972 blieben auch die barbadischen Teilnehmer von 1976 erfolglos. Barbados folgte dem Boykottaufruf der USA und blieben den Spielen von Moskau 1980 fern.
1984 in Los Angeles nahmen erstmals barbadische Boxer und Segler teil. In der Leichtathletik konnte die 400-Meter-Staffel der Männer erstmals ein olympisches Finale erreichen. Die Staffel belegte Rang 6. Eine weitere Finalteilnahme wurde im Synchronschwimmen erreicht. Im Einzel konnte Chemene Sinson Platz 11 erzielen. Ein Wasserspringer und ein Judoka aus Barbados waren erstmals 1988 in Seoul dabei.
Die Spiele von Barcelona 1992 blieben, wie schon 1988, erfolglos. 1996 in Atlanta nahm erstmals ein barbadischer Turner teil. Der Sprinter Obadele Thompson lief im 200-Meter-Finale auf Platz 4. Auch die Schwimmerin Leah Martindale erreichte ein Finale. Über 50 Meter Freistil wurde sie Fünfte. 2000 in Sydney lief Obadele Thompson wie schon in Atlanta auf Platz 4 über 200 Meter. Im 100-Meter-Lauf wurde er Dritter und gewann damit mit Bronze die erste olympische Medaille für sein Land.
2004 in Athen erreichte Thompson wieder das 100-Meter-Finale und wurde diesmal Siebter. Im Radsport erreichte der Bahnradfahrer Barry Forde das Viertelfinale im Sprint. Im Endklassement belegte er Platz 6. Die Spiele von Peking 2008 blieben für barbadische Teilnehmer erfolglos. 2012 in London erreichte der Hürdensprinter Ryan Brathwaite das Finale und wurde Fünfter.
Bei den Spielen von Rio de Janeiro 2016 waren zum ersten Mal Teilnehmer im Triathlon und im Tennis dabei. Der Sportschütze Michael Maskell nahm nach 12 Jahren Pause in Rio zum fünften Mal an Olympischen Spielen teil.

## IOC-Mitglied
Seit 1994 ist der Finanzmanager und ehemalige Präsident des barbadischen NOKs Austin Sealy Mitglied des IOC.

## Übersicht der Teilnehmer

### Sommerspiele
| Jahr      | Athleten                                                 | Athleten                                                 | Athleten                                                 | Flaggenträger                                            | Sportarten                                               | Sportarten                                               | Sportarten                                               | Sportarten                                               | Sportarten                                               | Sportarten                                               | Sportarten                                               | Sportarten                                               | Sportarten                                               | Sportarten                                               | Sportarten                                               | Sportarten                                               | Medaillen                                                | Medaillen                                                | Medaillen                                                | Medaillen                                                | Rang                                                     |
| Jahr      | Gesamt                                                   | Männer                                                   | Frauen                                                   | Flaggenträger                                            | Leichtathletik                                           | Radsport                                                 | Schießen                                                 | Schwimmen                                                | Gewichtheben                                             | Boxen                                                    | Segeln                                                   | Wasserspringen                                           | Judo                                                     | Turnen                                                   | Tennis                                                   | Triathlon                                                |                                                          |                                                          |                                                          | Gesamt                                                   | Rang                                                     |
| --------- | -------------------------------------------------------- | -------------------------------------------------------- | -------------------------------------------------------- | -------------------------------------------------------- | -------------------------------------------------------- | -------------------------------------------------------- | -------------------------------------------------------- | -------------------------------------------------------- | -------------------------------------------------------- | -------------------------------------------------------- | -------------------------------------------------------- | -------------------------------------------------------- | -------------------------------------------------------- | -------------------------------------------------------- | -------------------------------------------------------- | -------------------------------------------------------- | -------------------------------------------------------- | -------------------------------------------------------- | -------------------------------------------------------- | -------------------------------------------------------- | -------------------------------------------------------- |
| 1896–1956 | nicht teilgenommen                                       | nicht teilgenommen                                       | nicht teilgenommen                                       | nicht teilgenommen                                       | nicht teilgenommen                                       | nicht teilgenommen                                       | nicht teilgenommen                                       | nicht teilgenommen                                       | nicht teilgenommen                                       | nicht teilgenommen                                       | nicht teilgenommen                                       | nicht teilgenommen                                       | nicht teilgenommen                                       | nicht teilgenommen                                       | nicht teilgenommen                                       | nicht teilgenommen                                       | nicht teilgenommen                                       | nicht teilgenommen                                       | nicht teilgenommen                                       | nicht teilgenommen                                       | nicht teilgenommen                                       |
| 1960      | Teilnahme in der Mannschaft der Westindischen Föderation | Teilnahme in der Mannschaft der Westindischen Föderation | Teilnahme in der Mannschaft der Westindischen Föderation | Teilnahme in der Mannschaft der Westindischen Föderation | Teilnahme in der Mannschaft der Westindischen Föderation | Teilnahme in der Mannschaft der Westindischen Föderation | Teilnahme in der Mannschaft der Westindischen Föderation | Teilnahme in der Mannschaft der Westindischen Föderation | Teilnahme in der Mannschaft der Westindischen Föderation | Teilnahme in der Mannschaft der Westindischen Föderation | Teilnahme in der Mannschaft der Westindischen Föderation | Teilnahme in der Mannschaft der Westindischen Föderation | Teilnahme in der Mannschaft der Westindischen Föderation | Teilnahme in der Mannschaft der Westindischen Föderation | Teilnahme in der Mannschaft der Westindischen Föderation | Teilnahme in der Mannschaft der Westindischen Föderation | Teilnahme in der Mannschaft der Westindischen Föderation | Teilnahme in der Mannschaft der Westindischen Föderation | Teilnahme in der Mannschaft der Westindischen Föderation | Teilnahme in der Mannschaft der Westindischen Föderation | Teilnahme in der Mannschaft der Westindischen Föderation |
| 1964      | nicht teilgenommen                                       | nicht teilgenommen                                       | nicht teilgenommen                                       | nicht teilgenommen                                       | nicht teilgenommen                                       | nicht teilgenommen                                       | nicht teilgenommen                                       | nicht teilgenommen                                       | nicht teilgenommen                                       | nicht teilgenommen                                       | nicht teilgenommen                                       | nicht teilgenommen                                       | nicht teilgenommen                                       | nicht teilgenommen                                       | nicht teilgenommen                                       | nicht teilgenommen                                       | nicht teilgenommen                                       | nicht teilgenommen                                       | nicht teilgenommen                                       | nicht teilgenommen                                       | nicht teilgenommen                                       |
| 1968      | 9                                                        | 9                                                        | 0                                                        |                                                          | 2                                                        | 4                                                        | 1                                                        | 1                                                        | 1                                                        |                                                          |                                                          |                                                          |                                                          |                                                          |                                                          |                                                          |                                                          |                                                          |                                                          |                                                          |                                                          |
| 1972      | 13                                                       | 8                                                        | 5                                                        | Anthony Phillips                                         | 7                                                        | 3                                                        | 2                                                        |                                                          | 1                                                        |                                                          |                                                          |                                                          |                                                          |                                                          |                                                          |                                                          |                                                          |                                                          |                                                          |                                                          |                                                          |
| 1976      | 11                                                       | 9                                                        | 2                                                        | Lorna Forde                                              | 9                                                        | 2                                                        |                                                          |                                                          |                                                          |                                                          |                                                          |                                                          |                                                          |                                                          |                                                          |                                                          |                                                          |                                                          |                                                          |                                                          |                                                          |
| 1980      | nicht teilgenommen                                       | nicht teilgenommen                                       | nicht teilgenommen                                       | nicht teilgenommen                                       | nicht teilgenommen                                       | nicht teilgenommen                                       | nicht teilgenommen                                       | nicht teilgenommen                                       | nicht teilgenommen                                       | nicht teilgenommen                                       | nicht teilgenommen                                       | nicht teilgenommen                                       | nicht teilgenommen                                       | nicht teilgenommen                                       | nicht teilgenommen                                       | nicht teilgenommen                                       | nicht teilgenommen                                       | nicht teilgenommen                                       | nicht teilgenommen                                       | nicht teilgenommen                                       | nicht teilgenommen                                       |
| 1984      | 16                                                       | 13                                                       | 3                                                        | Charles Pile                                             | 9                                                        | 1                                                        |                                                          | 2                                                        |                                                          | 2                                                        | 2                                                        |                                                          |                                                          |                                                          |                                                          |                                                          |                                                          |                                                          |                                                          |                                                          |                                                          |
| 1988      | 17                                                       | 16                                                       | 1                                                        | Elvis Forde                                              | 6                                                        | 2                                                        |                                                          | 1                                                        |                                                          | 2                                                        | 4                                                        | 1                                                        | 1                                                        |                                                          |                                                          |                                                          |                                                          |                                                          |                                                          |                                                          |                                                          |
| 1992      | 17                                                       | 26                                                       | 1                                                        |                                                          | 8                                                        | 1                                                        | 1                                                        |                                                          |                                                          | 2                                                        | 5                                                        |                                                          |                                                          |                                                          |                                                          |                                                          |                                                          |                                                          |                                                          |                                                          |                                                          |
| 1996      | 13                                                       | 11                                                       | 2                                                        | Obadele Thompson                                         | 4                                                        |                                                          | 1                                                        | 2                                                        |                                                          | 2                                                        | 2                                                        |                                                          | 1                                                        | 1                                                        |                                                          |                                                          |                                                          |                                                          |                                                          |                                                          |                                                          |
| 2000      | 18                                                       | 12                                                       | 6                                                        | Andrea Blackett                                          | 11                                                       |                                                          | 1                                                        | 3                                                        |                                                          | 1                                                        | 1                                                        |                                                          | 1                                                        |                                                          |                                                          |                                                          |                                                          |                                                          | 1                                                        | 1                                                        | 71                                                       |
| 2004      | 10                                                       | 9                                                        | 1                                                        | Michael Maskell                                          | 3                                                        | 1                                                        | 1                                                        | 4                                                        |                                                          |                                                          |                                                          |                                                          | 1                                                        |                                                          |                                                          |                                                          |                                                          |                                                          |                                                          |                                                          |                                                          |
| 2008      | 8                                                        | 7                                                        | 1                                                        | Bradley Ally                                             | 3                                                        |                                                          |                                                          | 4                                                        |                                                          |                                                          |                                                          |                                                          | 1                                                        |                                                          |                                                          |                                                          |                                                          |                                                          |                                                          |                                                          |                                                          |
| 2012      | 6                                                        | 6                                                        | 0                                                        | Ryan Brathwaite                                          | 4                                                        |                                                          |                                                          | 1                                                        |                                                          |                                                          |                                                          |                                                          | 1                                                        |                                                          |                                                          |                                                          |                                                          |                                                          |                                                          |                                                          |                                                          |
| 2016      | 12                                                       | 7                                                        | 5                                                        | Ramon Gittens                                            | 6                                                        |                                                          | 1                                                        | 2                                                        |                                                          |                                                          |                                                          |                                                          |                                                          |                                                          | 1                                                        | 1                                                        |                                                          |                                                          |                                                          |                                                          |                                                          |
| 2020      | 8                                                        | 4                                                        | 4                                                        | Danielle Titus & Alex Sobbers                            | 6                                                        |                                                          |                                                          | 2                                                        |                                                          |                                                          |                                                          |                                                          |                                                          |                                                          |                                                          |                                                          |                                                          |                                                          |                                                          |                                                          |                                                          |
| 2024      | 4                                                        | 2                                                        | 2                                                        | Sada Williams & Jack Kirby                               | 2                                                        |                                                          |                                                          | 1                                                        |                                                          |                                                          |                                                          |                                                          |                                                          |                                                          |                                                          | 1                                                        |                                                          |                                                          |                                                          |                                                          |                                                          |
| Gesamt    | Gesamt                                                   | Gesamt                                                   | Gesamt                                                   | Gesamt                                                   | Gesamt                                                   | Gesamt                                                   | Gesamt                                                   | Gesamt                                                   | Gesamt                                                   | Gesamt                                                   | Gesamt                                                   | Gesamt                                                   | Gesamt                                                   | Gesamt                                                   | Gesamt                                                   | Gesamt                                                   | 0                                                        | 0                                                        | 1                                                        | 1                                                        | 141                                                      |

### Winterspiele
| Jahr      | Athleten           | Athleten           | Athleten           | Flaggenträger      | Sportarten         | Medaillen          | Medaillen          | Medaillen          | Rang               |
| Jahr      | Gesamt             | Männer             | Frauen             | Flaggenträger      | Sportarten         |                    |                    |                    | Rang               |
| --------- | ------------------ | ------------------ | ------------------ | ------------------ | ------------------ | ------------------ | ------------------ | ------------------ | ------------------ |
| 1924–2022 | nicht teilgenommen | nicht teilgenommen | nicht teilgenommen | nicht teilgenommen | nicht teilgenommen | nicht teilgenommen | nicht teilgenommen | nicht teilgenommen | nicht teilgenommen |
| Gesamt    | Gesamt             | Gesamt             | Gesamt             | Gesamt             | Gesamt             | 0                  | 0                  | 0                  | –                  |

## Medaillengewinner

### Goldmedaillen
Bislang (Stand 2024) keine Medaillengewinner

### Silbermedaillen
Bislang (Stand 2024) keine Medaillengewinner

### Bronzemedaillen
| Name             | Spiele      | Sportart       | Disziplin |
| ---------------- | ----------- | -------------- | --------- |
| Obadele Thompson | 2000 Sydney | Leichtathletik | 100 Meter |

## Medaillen nach Sportart
| Sportart       | Gold | Silber | Bronze | Gesamt |
| Leichtathletik | 0    | 0      | 1      | 1      |
| Gesamt         | 0    | 0      | 1      | 1      |